# Sky (东方神起单曲)
《Sky》是韩国男子团体東方神起在日本发行的第7张单曲，于2006年8月16日由rhythm zone公司发行。

## 收录内容
CD
1. 《Sky》
作詞：H.U.B.、作曲：h-wonder
2. 《NO PAIN NO GAIN》
作詞：H.U.B.、作曲：Tatta Works、編曲：AKIRA
3. 《明日は来るから》 -2 FUTURE CLUB MIX-（只在CD ONLY版本收录）
4. 《Sky》 -Less Vocal-
5. 《NO PAIN NO GAIN》 -Less Vocal-

DVD
1. 《Sky》（Video Clip）
2. 《Sky》（Video Clip）Off Shot Movie